# Sincybaeus rarispinosus
Espèce
Synonymes
- Cybaeus rarispinosus Yaginuma, 1970

Sincybaeus rarispinosus est une espèce d'araignées aranéomorphes de la famille des Cybaeidae.

## Distribution
Cette espèce est endémique des îles Tsushima au Japon,.

## Description
La femelle holotype mesure 4 mm et le mâle paratype 3,1 mm

## Systématique et taxinomie
Cette espèce a été décrite sous le protonyme Cybaeus rarispinosus par Yaginuma en 1970. Elle est placée dans le genre Sincybaeus par Sugawara, Ihara, Koike, Seo, Prozorova, Zhang et Nakano en 2024.

## Publication originale
- Yaginuma & Nishikawa, 1970 : « Systematics of cybaeid spiders endemic to the Japanese Archipelago, and their historical biogeographic implications Faunal survey of spiders in the Tsushima islands, supporting area of JIBP-CT (including a description of a new species of Cybaeus). » Literary Department Review, Otemon Gakuin University, vol. 4, p. 129-139.